# Brise
Brise är en loa, en ande inom voodoo, som härskar över bergen och skogarna. Han är vänlig och tycker om barn. Brise bor i ett träd och kan ibland anta formen av en uggla. Till honom offras spräckliga hönor.
I TV-programmet Robinson Karibien kallades ett av lagen Brise.